# ヘンテナ
ヘンテナ (hentenna) とは、アンテナの種類の一つ。分類としては線状アンテナである。「変なアンテナ」と言うところからこの名前が付けられているが、アンテナの理論に沿った動作であり、開発陣のユーモアによる命名である。
1972年に染谷一裕 (JE1DEU) が、所属していたアマチュア無線クラブ「相模クラブ」で2エレの日の字ループを位相給電したDEUクワッドを提案し、開発が始まった。2エレメントでは良い結果が出ず、1エレメントで試作し、大久保忠 (JH1FCZ) が給電点の位置を変えてマッチングが取れる事を発見し、その後大久保忠以下多数のアマチュア無線家の手によって様々な発展形が提案されている。ヘンテナの名前は、最初のDEUクワッドから開発が進むに連れ、1エレメント化した頃はダブルクワッドとかYSTスペシャル（相模クラブの社団局コールサインJH1YSTに由来）と呼ばれ、その後種々変形しても動作する事から変な動作だとヘンテコアンテナと呼ばれていたが、中山正夫 (JA1RKK) により「ヘンテナ」と命名されて落着した。アマチュア無線家の間では世界的に有名で、アンテナ自身もヘンテナの呼称も世界共通で通用する。
標準ヘンテナは長辺が1/2波長、短辺が1/6波長の長方形のエレメントから構成され、長方形の長辺のそれぞれ1点に給電点を設ける。マッチングの調整は、給電点の位置をずらす事で行う（ヘンテナマッチ）ので、エレメントの長さを調整する必要がないというメリットがある。（ダイポールアンテナなどは、一旦切り詰めたものを伸ばすことはできないので、一般にアマチュアのアンテナ工作では、トライ＆エラーでの長さの調整は面倒である。）
標準ヘンテナは縦長なループでありながら水平偏波であり、輻射方向から左右90度にあるヌル・ポイント以外、ほぼ無指向性（言い換えればサイドのキレが優れてフロントバックともブロードな指向性）である。数値解析によれば標準ヘンテナの前方利得は3.0 (dBd)(0.86dbi) とされている。
移動運用のために簡単に組み立て・分解ができるもの、テレビアンテナのポール等に取り付け外観が目立たないようにしたものなどがある。
呼称の由来にもある通り多エレメント化（MHNヘンテナが秀逸）以外にも変形しても動作するので、より完全な無指向性化や、単一指向性化更にはマルチバンド化した☓☓ヘンテナ（ヘンテナの変種）が提案されておりアマチュア無線家により実用例が多々報告されている。
かつてはメーカー製のキットなどが販売された時代もあったが、現在は自作もしくは個人販売的なものに限られている。